# Teorema da aceleração linear
O teorema da aceleração linear ou speedup linear é um teorema da teoria da complexidade, um campo da teoria da computação. Pode-se distinguir dois teoremas: uma que diz respeito às classes de complexidade referentes ao espaço e outro que diz respeito às classes de complexidade de tempo. Ambos têm como consequência agrupar as medidas de complexidade que diferem apenas por uma constante, e, portanto, justifica a notação O utilizada no campo.
O teorema da aceleração do tempo foi provado por Juris Hartmanis e Richard Stearns. 

## Enunciados

### Teorema da aceleração do tempo
Para qualquer máquina de Turing {\displaystyle } que calcula uma função {\displaystyle } em tempo  {\displaystyle } (sendo {\displaystyle } o tamanho da entrada) e qualquer constante {\displaystyle }, existe uma máquina de Turing {\displaystyle } que calcula  {\displaystyle } em tempo  {\displaystyle }.

### Teorema da aceleração no espaço
Para qualquer máquina de Turing {\displaystyle } que calcula uma função {\displaystyle } com uso de espaço limitado por {\displaystyle } (sendo {\displaystyle } o tamanho da entrada) e qualquer constante {\displaystyle }, existe uma máquina de Turing {\displaystyle } que calcula {\displaystyle } usando espaço limitado por {\displaystyle }.

## Esboço da prova
A ideia principal da prova é codificar vários símbolos da máquina de Turing T em um único símbolo da máquina de Turing T': agrupando símbolos, pode-se usar menos espaço e "saltar" de um grupo de letras para outro, o que leva menos tempo.
Fazendo grupos de 1/c letras, obtemos o resultado anunciado.
A ideia é simplesmente que, mais de um cálculo pode ser feito em uma única etapa de cálculo. Isto é comparável a alteração de tamanho dos registradores da cpu de 32 para 64 bits.

## Consequências
Esses resultados são usados para justificar o fato de as constantes multiplicativas não serem levadas em consideração na teoria da complexidade computacional.